# Прист, Стив
Стив Прист (англ. Steve Priest, полное имя Стивен Норман Прист, англ. Stephen Norman Priest; 23 февраля 1948, Хейз, Мидлсекс — 4 июня 2020) — бас-гитарист и второй вокалист британской рок-группы Sweet.

## Биография
Стив Прист родился 23 февраля 1948 года.
С 13 лет пел в церковном хоре в Хэйсе. В 15 лет, вдохновлённый такими музыкантами, как Джет Харрис из Shadows, группами Rolling Stones и The Who, начал играть на самодельной бас-гитаре в местных подростковых группах. До прихода в «Sweet» играл в группе «The Army».

### Участие в «Sweet»
В январе 1968 года Стив стал одним из участников квартета «Sweetshop», позже «Sweet», вместе с вокалистом Брайаном Коннолли, ударником Миком Такером и гитаристом Фрэнком Торпи. Последнего вскоре заменил Мик Стюарт. Продюсер RCA Фил Уэйман, оценивший вокальные способности Приста, Коннолли и Такера, пригласил их наложить голоса на новую песню начинающих тогда песенников Никки Чинна и Майка Чэпмена — «Funny Funny». Стюарт был уволен, а новым гитаристом стал Энди Скотт. «Funny Funny» вышла синглом в 1970 году и через девять месяцев попала в «горячую двадцатку». Чинн и Чэпмен продолжили писать песни для «Sweet», и за первым успехом последовал ряд классических глэм-роковых хитов.
Прист исполнял короткие запоминающиеся партии ведущего вокала почти в каждой песне. Например, в «Blockbuster», единственной песне «Sweet», занявшей первое место в британском хит-параде, в одной строчке припева звучит пронзительный выкрик Стива: «We just haven’t got a clue what to do!» («Мы даже не имеем понятия, что делать!»). Это стало одной из отличительных особенностей «Sweet». Прист был изобретателен в создании визуального образа группы, его идеей было использовать яркий макияж и замысловатые сценические костюмы. Когда «Sweet» впервые появились в телевизионном шоу «Top of the Pops» с песней «Wig Wam Bam», Прист был в костюме индейца. Он дебютировал как ведущий вокалист в альбоме «Funny How Sweet Co-Co Can Be» 1971 года, исполнив песню «Chop Chop». Из-за непопулярности этого альбома многие считали первыми песнями с вокалом Приста «No, You Don’t» и «Restless» с альбома «Sweet Fanny Adams» 1974 года.
В 1979 году, после ухода Брайана Коннолли, Прист взял на себя почти все вокальные партии и стал официальным спикером группы. В 1982 году «Sweet» окончательно разошлись. Прист уехал с семьёй в США. В 1988 году бывшие участники «Sweet» предприняли попытку воссоединения и собрались в студии в Лос-Анджелесе вместе с продюсером Майком Чепмэном. Совместной работы у них не получилось, зато Прист восстановил хорошие отношения с Коннолли, который отдалился ото всех ещё в конце 1970-х. В 1990 году «Sweet» снова собрались, на этот раз в Лондоне, для создания документального фильма.

### Сольная работа
Прист иногда появлялся на записях других исполнителей как сессионный музыкант. Какое-то время он играл в группе «Allies» с гитаристом Марко Делмаром и барабанщиком Стивом Миссалом. Больших успехов они не добились, однако их композиция «Talk To Me» прозвучала в фильме «Fast Food».
В 1994 году Прист опубликовал автобиографию «Are You Ready Steve?» («Ты готов, Стив?»), название которой копирует первую строчку хита «Ballroom Blitz» 1973 года. 
В 2006 году вышел диск его сольных работ «Priest’s Precious Poems».

### "Steve Priest’s Sweet"
В 2008 году Стив Прист создал новую версию группы «Sweet», по примеру Энди Скотта, играющего с «Andy Scott’s Sweet», и ныне покойного Брайана Коннолли, выступавшего с «Brian Connolly’s Sweet». В состав «Steve Priest’s Sweet» вошли гитарист Стюарт Смит, вокалист Джо Ретта, клавишник Стиви Стюарт и барабанщик Ричи Онори. Группа совершила турне по США и Канаде. 30 августа на концерте в Кабазоне, Калифорния, они записали живой альбом «Live in America», который с 21 июля 2009 года можно приобрести на Amazon.com. Среди работ группы есть два хард-роковых кавера на песни «Битлз» — «Ticket To Ride» и «I Saw Her Standing There».
Группа активно выступает в США и Канаде, в марте 2011 года у них был тур по Южной Америке. 27 и 28 мая 2011 года прошли два их концерта в Германии — в Борне и Шварценберге. По прошествии 30 лет со времени последнего концерта оригинальных «Sweet» европейцы приняли Стива очень тепло.

### Личная жизнь
Первую жену Стива звали Пэт, и на момент свадьбы в 1967 году Стиву было всего 19 лет. 29 июля 1968 года у них родилась дочь Аллисон (Лиза). В 1981 году Прист развёлся с Пэт и женился на Морин О’Коннор, которая была тогда директором по рекламе и работе с артистами компании «Capitol/EMI Records» в Нью-Йорке. 
В 1985 году семья переехала в Лос-Анджелес. 
У них родились две дочери, Дэниэлл и Маргарет. 
Сейчас семья Прист живёт в Ла-Каньяда-Флинтридже, Калифорния.

### Смерть
Стив Прист скончался 4 июня 2020 года в 8:45 утра по тихоокеанскому времени в возрасте 72 лет. Стив был кремирован, а его прах захоронили в Голливуд-Хиллз, Калифорния.